# Ануфриков, Михаил Иванович
Михаи́л Ива́нович Ану́фриков (1911—1989) — советский альпинист, заслуженный мастер спорта СССР (1952), заслуженный тренер СССР (1964), многократный победитель и призёр чемпионатов СССР по альпинизму, автор книг и статей по альпинизму, фотограф, кинооператор, заслуженный работник культуры РСФСР (1971).
В честь Михаила Ануфрикова названа горная вершина в Главном Кавказском хребте.

## Биография
Михаил Ануфриков родился в 1911 году в Саратове. Перед войной работал в Москве, на авторемонтном заводе. Заниматься альпинизмом начал в середине 1930-х годов — первое восхождение совершил в 1935 году на Кавказе из альплагеря «Красная Пресня», расположенного в Чегемском ущелье. В 1937 году Ануфриков окончил Всесоюзную школу инструкторов альпинизма, а в 1938—1940 годах работал начальником учебной части альплагеря «Накра» на Центральном Кавказе. К тому же периоду относятся его первые спортивные восхождения.
Когда началась война, Михаил Ануфриков ушёл на фронт добровольцем. Служил связистом-мотоциклистом в Отдельной мотострелковой бригаде особого назначения под Москвой. Во время обороны Кавказа был старшим тренером 102-го Отдельного горнострелкового отряда, который защищал Санчарский перевал. С 1943 по 1945 год работал преподавателем Школы военного альпинизма и горнолыжного дела. Награждён Орден Отечественной войны 2 степени (01.08.1986), медалями «За оборону Кавказа» (06.11.1944), «За оборону Москвы».
После окончания войны Михаил Ануфриков полностью посвятил себя спортивной и тренерской работе. С 1945 по 1962 год он работал инструктором по альпинизму Центрального совета Добровольного спортивного общества «Спартак». В 1945 году ему было присвоено звание мастера спорта СССР по альпинизму. С 1946 по 1949 год он работал начальником учебной части альплагеря «Родина», расположенного в Цейском ущелье на Кавказе. В 1949 году Ануфриков стал чемпионом 1-го всесоюзного первенства ВЦСПС по скалолазанию.
Начиная с 1950 года, Ануфриков — член альпинистской команды общества «Спартак», руководимой Виталием Абалаковым. Вместе с этой командой он участвовал в ряде восхождений высшей категории сложности, в результате чего в 1951—1955 годах он стал трёхкратным победителем и двукратным серебряным призёром чемпионатов СССР по альпинизму. В 1952 году ему было присвоено звание заслуженного мастера спорта СССР.
С 1962 по 1988 год Ануфриков работал в Спорткомитете СССР (c 1968 года он официально назывался «Комитет по физической культуре и спорту при Совете Министров СССР» или «Госкомспорт СССР»). Сначала он был начальником отдела альпинизма, а затем работал в качестве тренера сборной команды СССР. В 1964 году ему было присвоено звание заслуженного тренера СССР. В 1964—1980 годах Ануфриков был ответственным секретарём Федерации альпинизма СССР и оставался членом президиума федерации до 1985 года. Ануфриков принимал активное участие в организации 1-й советской гималайской экспедиции на Эверест 1982 года, помогая во многих вопросах Евгению Тамму, начальнику экспедиции. За вклад в успешное проведение данной экспедиции награждён орденом Дружбы народов.
Михаил Ануфриков — один их первых создателей документальных кинолент об альпинистских восхождениях: «Если бы горы могли говорить» (о траверсе Ушбы 1957 года), «Победа», «Траверс Музджилга — Сандал» и других. В 1967 году он, в качестве тренера по альпинизму, принимал участие в съёмках художественного фильма «Вертикаль», который благодаря песням Высоцкого приобрёл культовый статус.
Фотографии Ануфрикова печатались в ежегодных сборниках «Побеждённые вершины», он — автор ряда статей и очерков, а также составитель и один из авторов справочника-учебника «Спутник альпиниста», вышедшего в 1970 году в московском издательстве «Физкультура и спорт».
Скончался в 1989 году в Москве.

## Спортивные достижения

### Чемпионаты СССР по альпинизму
Данные приведены в соответствии с информацией из книги П. С. Рототаева.
- 1951 год —  1-е место (технический класс), первопрохождение маршрута на гору Уллутау по северной стене, в группе под руководством Виталия Абалакова («Спартак»), в которую также входили Николай Гусак, Валентина Чередова, Александр Боровиков, Владимир Кизель, Лев Филимонов и Виктор Нагаев.
- 1951 год —  2-е место (технический класс), восхождение на гору Чанчахи по северной стене, в группе под руководством Виталия Абалакова («Спартак»), в которую также входили Владимир Кизель и Виктор Нагаев.
- 1953 год —  1-е место (технический класс), восхождение на пик Щуровского по северо-восточной стене, в группе под руководством Виталия Абалакова («Спартак»), в которую также входили Владимир Кизель, Иван Леонов, Иван Лапшенков, Лев Филимонов и Виктор Буслаев.
- 1954 год —  1-е место (технический класс), восхождение на главную вершину Дыхтау по северо-восточной стене, в группе под руководством Виталия Абалакова («Спартак»), в которую также входили Валентина Чередова, Яков Аркин, Александр Боровиков, Владимир Кизель, Иван Лапшенков, Лев Филимонов и Виктор Буслаев.
- 1955 год —  2-е место (класс траверсов), траверс вершин Музджилга — Сандал, в группе под руководством Виталия Абалакова («Спартак»), в которую также входили Валентина Чередова, Виктор Буслаев, Лев Филимонов, Пётр Буданов, Анатолий Сысоев и Фарид Улумбеков.

## Память
Именем Михаила Ануфрикова назван пик Ануфрикова в Главном Кавказском хребте, расположенный на южной стороне западной ветви Караугомского плато, высота 3900 м.